# Drosophila limbata
Drosophila limbata är en tvåvingeart som beskrevs av Roser 1840. Drosophila limbata ingår i släktet Drosophila och familjen daggflugor. Arten är reproducerande i Sverige.
Artens utbredningsområde är Europa.